# Lemmiscus curtatus
Lemmiscus curtatus е вид гризач от семейство Мишкови (Muridae). Възникнал е преди около 0,3 млн. години по времето на периода кватернер. Видът не е застрашен от изчезване.

## Разпространение и местообитание
Разпространен е в Канада (Албърта и Саскачеван) и САЩ (Айдахо, Вашингтон, Калифорния, Колорадо, Монтана, Невада, Орегон, Северна Дакота, Уайоминг, Южна Дакота и Юта).
Обитава гористи местности, места със суха почва, хълмове, каньони, поляни, храсталаци, степи, крайбрежия и плажове в райони с умерен климат, при средна месечна температура около 5,6 градуса.

## Описание
На дължина достигат до 10,3 cm, а теглото им е около 28,3 g.
Популацията на вида е стабилна.